# Springfield (Écosse)
Pour les articles homonymes, voir Springfield.
Springfield est un village situé dans le Fife, en Écosse. En 2020 la population de Springfield est estimée à 1 100 habitants.